# Thank God It’s Christmas
«Thank God It’s Christmas» — рождественская песня английской рок-группы Queen, вышедшая отдельным внеальбомным синглом. Написана барабанщиком Роджером Тейлором и гитаристом Брайаном Мэем. Песня вышла в качестве 7” и 12” сингла с песнями «Keep Passing the Open Windows» и «Man on the Prowl» на стороне «Б». Сингл был выпущен под конец 1984 года на Рождество. В чарте Великобритании сингл занял 21-ю строчку. Песня также попала в сборник Greatest Hits III.

## Видеоклип
Видеоклип был выпущен 15 декабря 2019 года на YouTube-канале Queen Official. Анимация была создана аниматором Джастином Муном.

## Позиции в хит-парадах
| Чарты (1984)           | Высшая позиция |
| ---------------------- | -------------- |
| UK Singles Chart       | 21             |
| Irish Singles Chart    | 8              |
| Austrian Singles Chart | 21             |
| German Singles Chart   | 57             |